# Otus magicus
Otus magicus е вид птица от семейство Совови (Strigidae).

## Разпространение
Видът е разпространен в Индонезия и Източен Тимор.